# Chrozophora
Chrozophora Neck. ex A.Juss. è un genere di piante della famiglia Euphorbiaceae. È l'unico genere della sottotribù Chrozophorinae.

## Tassonomia
Il genere comprende le seguenti specie:
- Chrozophora brocchiana Vis.
- Chrozophora gangetica Gand.
- Chrozophora mujunkumi Nasimova
- Chrozophora oblongifolia (Delile) A.Juss. ex Spreng.
- Chrozophora plicata (Vahl) A.Juss. ex Spreng.
- Chrozophora rottleri (Geiseler) Spreng.
- Chrozophora sabulosa Kar. & Kir.
- Chrozophora senegalensis (Lam.) Spreng.
- Chrozophora tinctoria (L.) A.Juss.